# Bauge
Bauge er i nordisk mytologi en jætte, som er bror til jætten Suttung. Bauge hjalp Bølværk med at stjæle Skjaldemjøden, uvidende om at Bølværk var Odin.
| Nordisk mytologi | Spire Denne artikel om nordisk religion og mytologi er en spire som bør udbygges. Du er velkommen til at hjælpe Wikipedia ved at udvide den. |